# Dolce vita
Dolce vita (zapis stylizowany: DOLCE VITA) – trzeci singel polskiego rapera Kizo i polskiej piosenkarki Bletki z ich drugiego minialbumu, zatytułowanego Patopop (Vol. 2), powstały przy gościnnym udziale polskiego rapera Szpaka. Singel został wydany 28 października 2024.
Nagranie otrzymało w Polsce status podwójnie platynowego singla, przekraczając liczbę 100 tysięcy sprzedanych kopii.

## Geneza utworu i historia wydania
Utwór napisali i skomponowali Patryk Woziński, Aleksandra Bletek, Adrian Surowiec, Mateusz Szpakowski i Patryk Leśniewski, który również odpowiada za produkcję utworu.
Singel ukazał się w formacie digital download 28 października 2024 w Polsce za pośrednictwem wytwórni płytowej Spacerange w dystrybucji Universal Music Polska. Piosenka została umieszczona na drugim minialbumie duetu – Patopop (Vol. 2).

## Teledysk
Do utworu powstał teledysk zrealizowany przez Moher Video, który udostępniono 29 października 2024 za pośrednictwem serwisu YouTube.

## Lista utworów
- Digital download[2]

1. „Dolce vita” – 2:33

## Notowania

### Pozycje na listach sprzedaży
| Kraj   | Lista (2024)             | Najwyższa pozycja |
| ------ | ------------------------ | ----------------- |
| Polska | Billboard Poland Songs   | 1                 |
| Polska | OLiS – single w streamie | 1                 |

## Certyfikaty
| Kraj          | Certyfikat         | Sprzedaż |
| ------------- | ------------------ | -------- |
| Polska (ZPAV) | 2× platynowa płyta | 100 000+ |